# Жена без любов
„Жена без любов“ (на испански: Una mujer sin amor) е мексикански филм от 1952 година, мелодрама на режисьора Луис Бунюел по негов сценарий в съавторство с Хайме Салвадор и Родолфо Усили, базиран на разказа „Пиер и Жан“ от Ги дьо Мопасан.
В центъра на сюжета е жена, която ражда дете от извънбрачна връзка, останала тайна, но години по-късно любовникът ѝ завещава цялото си имущество на общия им син. Главните роли се изпълняват от Росарио Гранадос, Тито Хунко, Хулио Виляреал.